# Veseyacris ufipae
Veseyacris ufipae är en insektsart som beskrevs av Vitaly Michailovitsh Dirsh 1959. Veseyacris ufipae ingår i släktet Veseyacris och familjen gräshoppor. Inga underarter finns listade i Catalogue of Life.